# Сорочка (хутір)
Соро́чка (рос. Сорочка) — хутір у складі Тоцького району Оренбурзької області, Росія.

## Населення
Населення — 146 осіб (2010; 121 у 2002).
Національний склад (станом на 2002 рік):
- росіяни — 84 %